# Вулиця Віктора Деняка
Вулиця Віктора Деняка — одна з найстаріших вулиць міста Конотоп Сумської області.

## Розташування
Розташовується в історичній частині міста. Розпочинається від вулиці Соборної та пролягає до площі Ринок.

## Історія
Перша згадка у 1798–1800 роках.
У XVIII—XIX століттях носила назву Нижня вулиця. Назва передавала розташування нижче відносно якогось об'єкту.
З 1920-х роках — Праскаїв провулок. Уперше за такою назвою згадується 28 червня 1929 року. Назва може походить від прізвища Праскай, що мали певне відношення до цього топоніму.
З середини XX століття до 2018 року носила назву Вулиця Червонозаводська.
25 жовтня 2018 року рішенням XXIX сесії Конотопської міської ради вулицю перейменовано на честь Віктора Деняка — колишнього директора заводу «Червоний металіст», що розташовувався за цією вулицею.